# Matthias Müller (biegacz)
Matthias Müller (ur. 12 września 1982) – szwajcarski zawodnik biegający na orientację.
W 2010 roku zdobył złoty medal w sztafecie na Mistrzostwach Europy w Biegu na Orientację w Primorsku. W tym samym roku wygrał także na dystansie sprinterskim oraz zajął trzecie miejsce w biegu sztafetowym podczas Mistrzostw Świata w Biegu na Orientację w Trondheim.
Mieszka w Oberwil-Lieli, trenuje w szwedzkim klubie Södertälje-Nykvarn oraz szwajcarskim klubie Bussola OK.